# Gylippus syriacus
Gylippus syriacus är en spindeldjursart som först beskrevs av Simon 1872.  Gylippus syriacus ingår i släktet Gylippus och familjen Gylippidae. Inga underarter finns listade i Catalogue of Life.